# Bronisław Kabat
Bronisław Kabat (ur. 6 stycznia 1957 w Opolu) – polski piłkarz grający na pozycji pomocnika. Zawodnik m.in. Odry Opole i Piasta Gliwice.

## Życiorys
Bronisław Kabat karierę piłkarską zaczynał w trampkarzach Odry Opole w 1967 roku. Jego pierwszym trenerem był Józef Bihun. Po krótkich występach w trampkarzach, Bronisław Kabat zaczął występować w juniorach „Niebiesko-Czerwonych”. Jego trenerami w juniorach byli: Zdzisław Strojek, Wiesław Łucyszyn, Engelbert Jarek. Już jako nastolatek Mirosław Kabat jeździł na zgrupowania i obozy z pierwszą drużyną Odry Opole. Sezon 1974/1975 był ostatnim sezonem Kabata w roli juniora. Po tym sezonie trenerem „Niebiesko-Czerwonych” został Antoni Piechniczek. Ponieważ nie miał większych szans na stałe miejsce w pierwszym składzie Odry Opole, Bronisław Kabat przeniósł się do Małejpanwi Ozimek, gdzie wyróżniał się skutecznością (strzelił 13 bramek w jednym sezonie), dzięki czemu był powoływany do młodzieżowej reprezentacji Polski. Po roku gry w Ozimku wrócił do Odry Opole. Debiut w ekstraklasie Bronisław Kabat zaliczył w wygranym 1:0 meczu z Zagłębiem Sosnowiec, zastępując w 76. minucie Wojciecha Tyca, a pierwszą bramkę strzelił 29 kwietnia 1978 roku w meczu z Legią Warszawa, pokonując w 14. minucie głową bramkarza „Wojskowych”, Krzysztofa Sobieskiego. Łącznie w sezonie 1977/1978 Kabat rozegrał jedynie 10 meczów i strzelił 1 bramkę. W sezonie 1978/1979 Kabat był już podstawowym zawodnikiem drużyny Antoniego Piechniczka. Zdobył w trakcie sezonu z drużyną tytuł mistrza jesieni. Runda wiosenna nie była już tak udana dla Odry Opole i zespół ostatecznie zajął 5. miejsce w lidze. W sezonie tym rozegrał 22 mecze i strzelił 1 bramkę (6 sierpnia 1978, Odra Opole – Stal Mielec 3:2, 20. minuta). Po sezonie 1979/1980 Bronisław Kabat odszedł z Odry Opole. Łącznie w ekstraklasie rozegrał 50 meczów i strzelił 2 bramki. Jego następnym klubem był Piast Gliwice, z którym w sezonie 1982/1983 dotarł do finału Pucharu Polski. W 1986 roku, został zawodnikiem Rot-Weiss Essen, gdzie wówczas trenerem był znany niemiecki piłkarz Horst Hrubesch. Po zakończeniu kariery Bronisław Kabat trenował zespoły juniorskie Rot-Weiss Essen oraz kluby seniorskie w amatorskich ligach w Niemczech.

## Sukcesy
- Mistrz jesieni: 1978/1979 z Odrą Opole
- Finał Pucharu Polski: 1983 z Piastem Gliwice